# 茨城県道219号白山前取手線

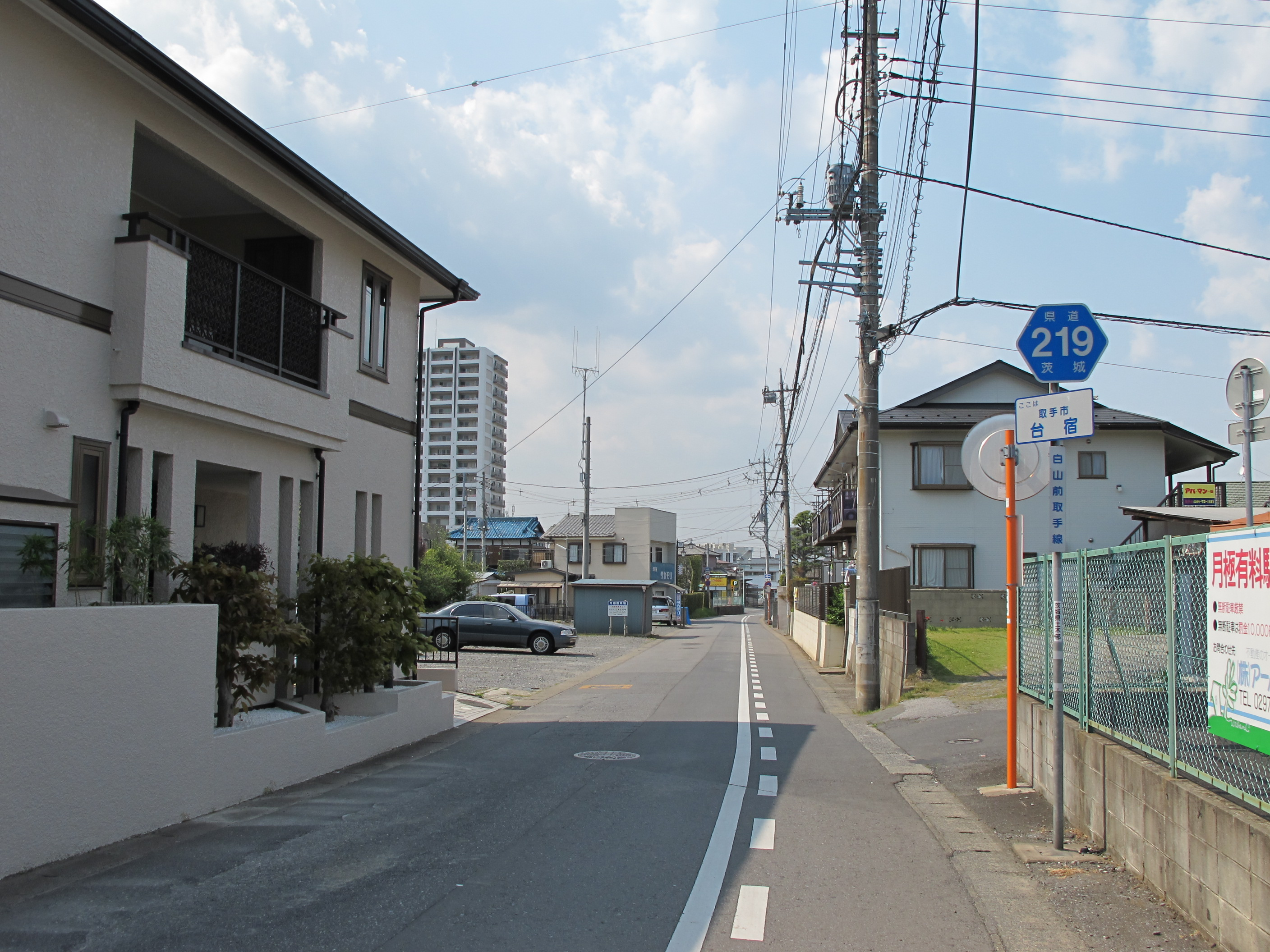
茨城県道219号白山前取手線
取手市台宿の一方通行区間（2014年4月）

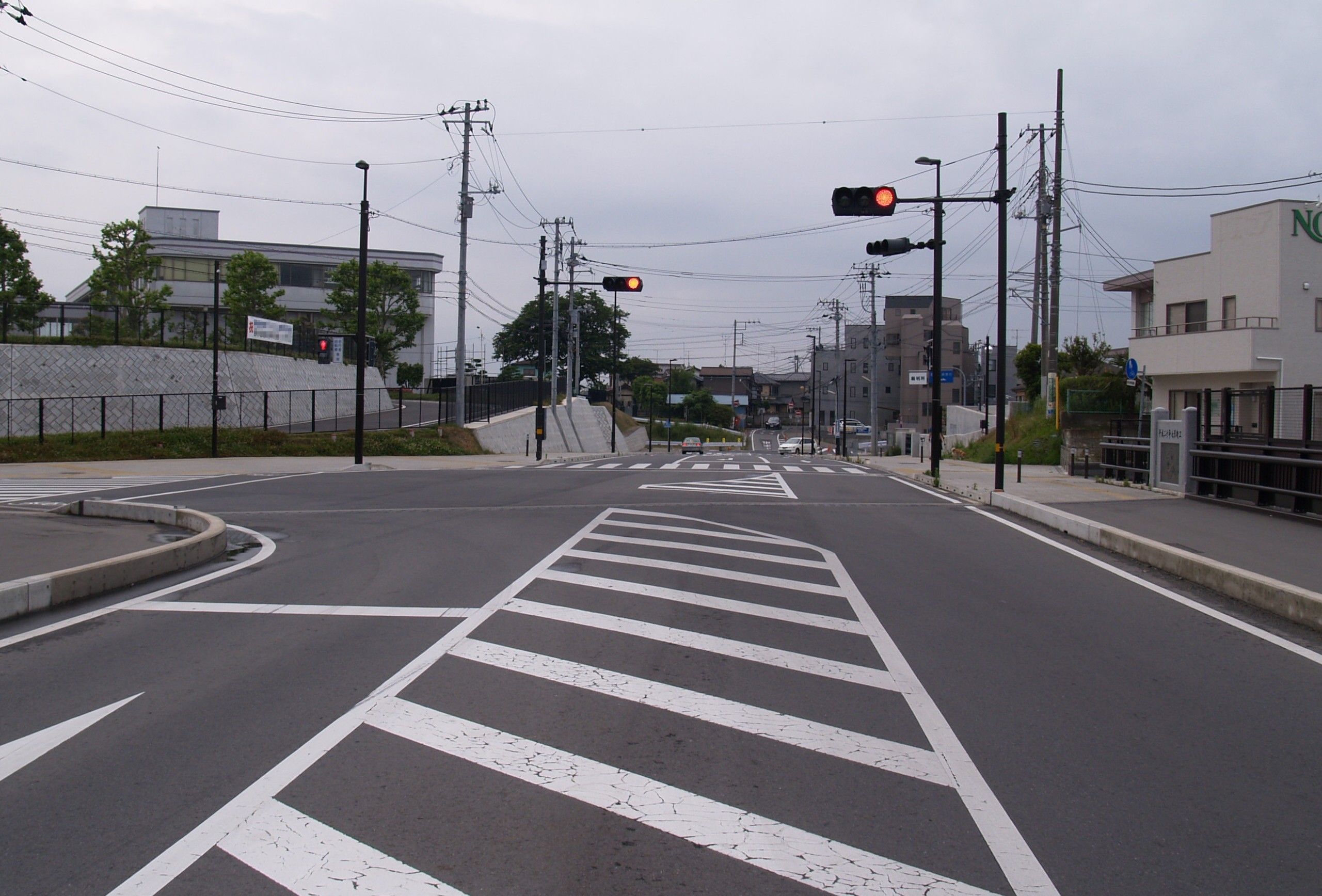
取手駅付近（2010年6月）

茨城県道219号白山前取手線（いばらきけんどう219ごう はくさんまえとりでせん）は、茨城県取手市内の一般県道である

## 概要
取手市白山1丁目の国道6号交点（白山前交差点）から取手市東2丁目の茨城県道11号取手東線交点までを南北に結ぶ一般県道。取手駅のすぐ北側でJR常磐線を四ツ谷橋跨線橋で渡り、取手駅東口と国道6号までの主要アクセス道路の役割を果たす。「白山前交差点」から常磐線を跨いだ先までは2車線だが、それ以南の取手一高正門前より県道取手東線に接続する区間は、自動車は一方通行の区間である。

### 路線データ
- 起点：茨城県取手市白山2丁目（国道6号交点、白山前交差点）
- 終点：茨城県取手市東2丁目（茨城県道11号取手東線交点）[1]
- 総延長：1.149 km[2]
- 重用延長：なし[2]
- 未供用延長：なし[2]
- 実延長：1.149 km[2]
- 自動車交通不能区間延長[注釈 1]：なし[2]

## 歴史
1959年（昭和34年）10月14日、新たな県道として北相馬郡取手町字白山前を起点とし、北相馬郡取手町大字取手を終点とする区間を本路線とする県道白山前取手線として茨城県が県道路線認定した。
1995年（平成7年）に整理番号219となり現在に至る。

### 年表
- 1920年（大正9年）4月1日：現在の路線の前身である谷田部取手線が路線認定される[3]。
- 1959年（昭和34年）10月14日
  - 現在の路線が路線認定される（図面対象番号252）[4]。
  - 道路の区域は、北相馬郡取手町字白山前の主要地方道下館取手線（当時）分岐から北相馬郡取手町大字取手の一級国道六号線（旧道国道6号、現在の県道取手東線にあたる）交点までと決定された[1]。
- 1964年（昭和39年）5月1日：北相馬郡取手町大字井野字雁耕地（77→134 m）を供用開始[5]。
- 1995年（平成7年）3月30日：整理番号308から現在の番号（整理番号219）に変更される[6]。
- 2004年（平成16年）10月1日：取手市白山1丁目 - 同市台宿2丁目の常磐線跨線橋（四ツ谷橋）の供用開始[7]。
- 2004年（平成16年）10月14日：取手市白山1丁目 - 同市台宿2丁目の四ツ谷橋架替により旧橋梁を区域除外[8]。
- 2008年（平成20年）7月16日：取手市白山1丁目の四ツ谷橋の架け替えを含めた道路（都市計画道路片町白山前線の一部、243.2m）2車線化工事が完成する[9][10]。
- 2009年（平成21年）1月9日：取手市白山1丁目 - 同市台宿2丁目の一部区間を拡幅供用開始[11]。
- 2009年（平成21年）6月18日：取手市新町2丁目 - 同市中央町、取手市白山1丁目を電線共同溝を整備すべき道路に指定[12]。
- 2012年（平成24年）11月27日：白山前交差点付近が2車線化。同交差点と取手駅西・東口方面間の行き来が可能になる[13]。

## 路線状況
かつて、四ツ谷橋周辺の一部を除く殆どの区間が一方通行であったが、取手駅東口側から白山前交差点まで道路幅拡張の改良によって、自動車が安心して通行できる2車線の道路となった。一方で、取手一高前以南の区間は1車線幅の狭隘道路で、2輪車を除く全ての車両が一方通行規制となっている。一方通行の方向は、台宿坂上の交差点から北は国道6号方向へ、同交差点から南は県道取手東線方向に分かれており、起点・終点を全て通しての自動車通行は、どちらの方向から行っても不可能である。

### 道路施設
- 四ツ谷橋（JR常磐線、取手市中央町）
取手駅の北側に位置し、JR常磐線と関東鉄道常総線の上を跨ぐ跨線橋。橋長74.2m、幅員18m（2車線・両側歩道）。旧橋は、重量制限6tの1.5車線の跨線橋であったが、道路拡幅に伴い、旧橋のすぐ南側位置で現橋に架け替えられた[8][10]。

## 地理
取手市街の高台にある住宅密集地に道路はあり、JR常磐線は切通しのため高台の区間は道路は平坦に近い。台宿1丁目から終点の県道取手東線交点に向かって、高台から低地へ下る坂道となる。

### 通過する自治体
- 取手市

### 交差する道路
なし

### 沿線
- JR常磐線・関東鉄道常総線取手駅
- 茨城県立取手第一高等学校
- 茨城県立取手第二高等学校